# Kostel Notre-Dame-des-Otages
Kostel Notre-Dame-des-Otages (doslovně Panny Marie Rukojmích) je katolický farní kostel ve 20. obvodu v Paříži, v ulici Rue Haxo.

## Historie
Roku 1894 jezuité nechali vystavět kapli, která byla několikrát přestavěna a zvětšena. V roce 1932 jezuita Henri Diffiné navrhl postavit na místě kostel, který byl vybudován v krátké době během roku 1938 a téhož roku jej vysvětil pařížský arcibiskup Mons. Verdier.
Kostel byl v roce 1961 zřízen jako farní, ale vysvětil ho až v roce 2009 pomocný biskup pařížský Mons. de Moulins-Beaufort.

## Patrocinium
Původní kaple byla postavena na paměť 52 rukojmích popravených v ulici Rue Haxo dne 26. května 1871 během tzv. Krvavého týdne za Pařížské komuny. Mezi nimi bylo i deset duchovních. Proto byl do názvu kaple zanesen odkaz na tyto oběti.

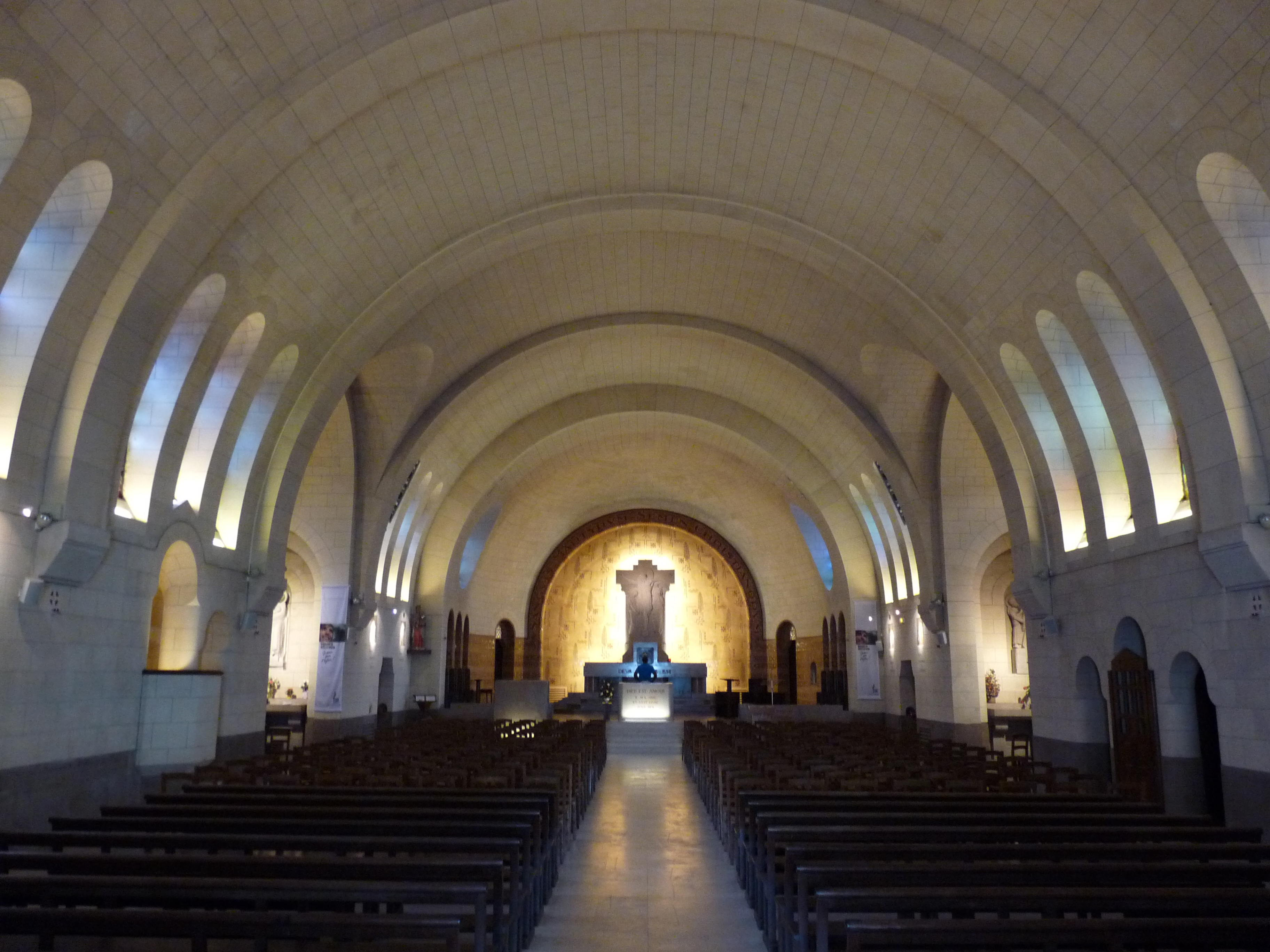
Pohled do lodi s oltářem

## Architektura
Kostel ve stylu art deco navrhl architekt Julien Barbier (1869-1940). Průčelí kostela dominuje zvonice. Jedná se o jednolodní stavbu s polovalbovou klenbou. V kostele se nachází mozaika představující Křížovou cestu, sochařské práce včetně hlavního oltáře vytvořil Louis Mazetier (1888-1952). Autory vitráží jsou Jacques Le Chevallier (1896-1987) a Théodore-Gérard Hanssen (1885-1957).